# 1932 год в литературе

## Премии

### Международные
- Нобелевская премия по литературе — Джон Голсуорси, «За высокое искусство повествования, вершиной которого является „Сага о Форсайтах“».

### Германия
- Премия Гёте — Герхардт Гауптман.

### Франция
- Гонкуровская премия — Ги Мазелин, «Волки».
- Премия Ренодо — Луи-Фердинанд Селин, «Путешествие на край ночи».
- Премия Фемина — Рамон Фернандез, Le Pari.

## Книги
- «Паломничество в страну Востока» — произведение Германа Гессе.
- «Смерть под парусом» — детектив Чарльза Сноу.
- «Черниговский полк ждёт» — произведение Юрия Тынянова.

### Романы
- «Записки о кошачьем городе» — сатирический роман Лао Шэ.
- «Как закалялась сталь» — роман Николая Островского.
- «Карьера Никодима Дызмы» — роман Тадеуша Доленги-Мостовича.
- «О дивный новый мир» — роман Олдоса Хаксли.
- «Поднятая целина» — роман Михаила Шолохова (публикация первого тома, второй опубликован в 1959).
- «Путешествие на край ночи» — роман Луи-Фердинанд Селина.
- «Россия, кровью умытая» — издание романа Артема Веселого.
- «Счастливая Москва[нем.]» — роман Андрея Платонова.

### Повести
- «Загадка Эндхауза» — повесть Агаты Кристи.
- «Повесть будущих дней» — повесть белорусского писателя Янка Мавра.
- «Впрок» — повесть Андрея Платонова.
- «Дальние страны» — повесть Аркадия Гайдара.

### Малая проза
- «Безумие в летнюю ночь» — сборник рассказов ирландского писателя Шона О’Фаолейна.
- «Грёзы в ведьмовском доме» — рассказ Говарда Лавкрафта.
- «Смерть после полудня» — рассказ Эрнеста Хемингуэя.
- «Феникс на мече» — рассказ Роберта Ирвина Говарда, один из первых оригинальных рассказов о Конане из Киммерии.

### Пьесы
- «Егор Булычов и другие» — пьеса Максима Горького.

### Поэзия
- «Смерть пионерки» — поэма Эдуарда Багрицкого.
- «Труд кипит» — сборник стихов Емилиана Букова.

### Литературоведение
- «Жизнь Тургенева. Биография» — книга Бориса Зайцева.

## Родились
- 5 января — Умберто Эко, итальянский писатель и учёный-философ, историк-медиевист, специалист по семиотике (умер в 2016).
- 27 января — Римма Казакова, русская советская поэтесса (умерла в 2008).
- 3 апреля — Михаил Шатров, русский советский драматург (умер в 2010).
- 6 апреля — Гюнтер Хербургер, немецкий писатель, поэт, сценарист (умер в 2018).
- 15 мая — Бенжамен Матип, камерунский писатель, драматург (умер в 2017).
- 6 июня — Элиза Лернер, венесуэльский драматург, прозаик, публицист.
- 20 июня — Роберт Рождественский, русский советский поэт, Лауреат Государственной премии СССР (умер в 1994).
- 1 сентября — Ленри Питерс, гамбийский поэт и прозаик (умер в 2009).
- 17 ноября — Чомин Пейен, баскский писатель (умер в 2022).
- 24 ноября — Анна Йокаи, венгерская писательница и поэтесса (умерла в 2017).
- 28 ноября — Бен Бова, известный американский писатель-фантаст, популяризатор науки и общественный деятель (умер в 2020).
- 7 декабря — Каарло Пентти Линкола, финский писатель и философ (умер в 2020).

## Умерли
- 3 июля — Сварнакумари Деви, индийская писательница, поэтесса, драматург (родилась в 1855).
- 8 июля — Александр Грин — русский писатель, прозаик, представитель направления романтического реализма (родился в 1880).
- 27 декабря — Арвид Ярнефельт (фин. Arvid Järnefelt) — финский писатель (родился в 1861).
- 4 декабря — Густав Майринк (нем. Gustav Meyrink), австрийский писатель (родился в 1868).